# John Brown Francis

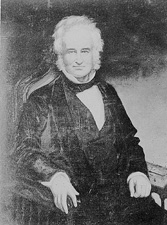
John Brown Francis

John Brown Francis, född 31 maj 1791 i Philadelphia, Pennsylvania, död 9 augusti 1864 i Warwick, Rhode Island, var en amerikansk politiker. Han var guvernör i delstaten Rhode Island 1833-1838. Han representerade Rhode Island i USA:s senat 1844-1845.
Francis utexaminerades 1808 från Brown University. Han inledde sin politiska karriär som demokrat-republikan och gick senare med i whigpartiet. Han efterträdde 1833 Lemuel H. Arnold som guvernör. Han efterträddes 1838 av William Sprague.
Francis gick sedan med i Law and Order Party of Rhode Island. Senator Sprague avgick 1844 och efterträddes av Francis. Han efterträddes följande år av Albert C. Greene.
Francis grav finns på North Burial Ground i Providence.